# Limosina aeneiventris
Limosina aeneiventris är en tvåvingeart som beskrevs av Christian Stenhammar 1854. Limosina aeneiventris ingår i släktet Limosina och familjen hoppflugor.
Artens utbredningsområde är Sverige. Inga underarter finns listade i Catalogue of Life.